# Avon (comté)

La position d'Avon en Angleterre.

Pour les articles homonymes, voir Avon.
Le comté d'Avon est un ancien comté d'Angleterre, créé en 1974 de parties de Gloucestershire et Somerset et aboli en 1996, nommé d'après la rivière Avon et couvrant la région où elle a son cours. Il comprenait les villes de Bristol (la capitale), Bath, Clevedon et Weston-super-Mare. La région fut colonisée par les Romains qui établirent à Bath une station thermale.
Quatre nouvelles autorités unitaires ont été créées au lieu d'Avon en 1996 : Bath and North East Somerset, North Somerset, South Gloucestershire, et Bristol. La zone est peuplée par environ 1,08 million de personnes en 2009.

## Histoire
L'important port de Bristol se trouve près de l'embouchure de la rivière Avon qui définit la frontière historique entre le Gloucestershire et le Somerset. Une charte de 1373 définit la zone comme étant le Comté de la Ville de Bristol, bien que celui-ci tombe sous le coup de la juridiction de chacun des deux comtés pour différentes raisons.
La rencontre organisée en vue d'établir une commission des frontières en 1887 amène à une campagne en faveur d'un comté du Grand Bristol. Les participants, qui disaient que Bristol « ne devait être pour aucune raison ni dans le comté du Gloucestershire et ni dans celui du Somerset », n'étendirent pas les limites de la ville. La timidité de la commission a été attaquée par le Bristol Mercury and Daily Post, qui accusèrent les membres de la commission d'utiliser « la méthode cruelle du lit de Procuste ». Le journal alla jusqu'à attaquer Charles Ritchie, le président du gouvernement local et aussi du gouvernement du Parti conservateur (Royaume-Uni) :
« Chaque personne, qui considère la question par rapport à ses avantages, était convaincue de la justesse de la demande pour la création d'un Grand Bristol, mais... les intérêts du parti conservateur ont été mis devant toute autre considération et nous ne devons pas penser qu'il y ait une entreprise capable de régler ce fait. »
Sous l'acte du Gouvernement Local de 1888, Bristol a été institué en tant que comté-commune (county borough en anglais), exerçant de ce fait les fonctions de comté et de ville. Bristol a par ailleurs été étendue par l'absorption de certaines banlieues situées dans le Gloucestershire en 1898 et en 1904.

## Politique
Le politicien Anthony Eden nommé pair en 1961, fut le Premier Comte d'Avon, quand le comté n'existait pas.